# Stefano Trapani
Stefano Trapani (ur. 14 stycznia 1993 roku) – włoski zapaśnik startujący w stylu wolnym. Zajął dziewiętnaste miejsce na mistrzostwach Europy w 2013. Brązowy medalista igrzysk śródziemnomorskich w 2013 roku.